# Heksen og Cyklisten
Heksen og Cyklisten er en dansk stumfilm fra 1909 produceret af Nordisk Films Kompagni og instrueret af Viggo Larsen.
Filmen er en farce, der benytter sig af filmtricks. Filmen er optaget ved Fortunen i Dyrehaven nord for København

## Handling
En skælmsk heksemutter tryller med en sagesløs motionist, til han er helt ør. Han tvinges til at køre baglæns, og samtidig ændres cyklens form, hver gang troldkvinden synes, den skal ændres.

## Medvirkende
- Viking Ringheim - Cyklisten
- Petrine Sonne - Heksen